# NANO Антивирус
«NANO Антивирус» (англ. NANO Antivirus) — российская антивирусная программа, обеспечивающая защиту компьютера от всех типов вредоносных программ–шифровальщиков, блокировщиков экрана, банковских троянских программ, потенциально нежелательных программ, рекламных программ, программ-шпионов и т.д. Разрабатывается компанией «NANO Security».
NANO Антивирус основан на антивирусных технологиях собственной разработки (антивирусном движке) и не использует антивирусные технологии других производителей..
Включен в Единый реестр российских программ для ЭВМ и БД, запись в реестре от 14.03.2017 №3083 .

## Описание
Разработчики позиционируют NANO Антивирус как высокотехнологичный продукт, гарантирующий надёжную защиту компьютера от любых видов вирусов, троянских программ, червей и прочего вредоносного программного обеспечения, а также безопасную работу в сети Интернет.
Антивирус предусматривает поддержку расписания, то есть выполнение сканирования системы и обновления в установленный промежуток времени. Подобные задачи позволяют автоматизировать конкретные действия для предоставления максимальной защиты данных. NANO Антивирус производит полное сканирование системы, переносного носителя информации, обновление антивирусной базы данных или компонентов просто и удобно для пользователя.
NANO Антивирус предоставляет безопасность в режиме реального времени. Если эта функция включена, то  файлы, к которым обеспечивается доступ, независимо, системой или пользователем, незамедлительно проверяются на наличие зловредного кода. В список исключений, иначе называемый «доверенная зона», можно добавить любой объект, следовательно, внесённые в список данные не проверяются при сканировании файлов. Подобный метод позволяет пользователям создать зону доверенных файлов, в безопасности которых есть уверенность, и сэкономить время, которое тратится на обработку больших архивов с данными.
Как и во многих других антивирусах, в NANO Антивирус есть функция карантина, служащая для изоляции всех подозрительных файлов в системе. Файлы из карантина можно отправлять в службу технической поддержки для более глубокого анализа и добавления в вирусную базу при необходимости.
Для тех, кто обладает административными правами, реализована функция запуска от имени другого пользователя. Поддерживается защита от смены настроек; при включенной функции изменить настройки можно только с помощью пароля. Есть возможность автоматического копирования (зеркалирования) обновлений в указанную пользователем папку, которая может быть настроена для использования в качестве источника обновлений. Эти функции полезны для удобной интеграции комплекса в инфраструктуру.

## Функциональность
- Защита от всех видов вредоносного программного обеспечения, включая шифрованные и полиморфные разновидности.
- Высокая скорость работы антивируса.
- Инкрементальный режим обновления (в процессе обновления не скачиваются каждый раз актуализированные базы полностью, а передаётся лишь недостающая у пользователя на текущий момент информация об измененных данных).
- Лечение вредоносных программ (восстановление работоспособности компьютера и пострадавшие от заражения данные пользователя).
- Оптимизация режима работы под ПК.
- Защита системы в режиме реального времени.
- Обработка всех форматов архивов.
- Эвристический анализ (определения новейших вредоносных файлов, ещё не обнаруженных вирусной лабораторией и не занесённых в базу).
- Возможность создания пользовательских задач сканирования и обновления.
- Многопользовательский режим.
- Зеркалирование обновлений.
- Возможность настройки интерфейса.
- Английская и русская локализация интерфейса, переключаемая «на лету».
- Автоматическая проверка сменных носителей при подключении.
- Облачные технологии защиты.

## Распространение
NANO Антивирус распространяется бесплатно, скачать установочный файл можно на официальном сайте программы. NANO Антивирус полностью бесплатен только для домашних пользователей. NANO Антивирус Pro представляет собой платную версию продукта. Он обладает расширенным функционалом и предназначен для установки на домашние ПК, а также в любых типах организаций. NANO Антивирус Pro можно приобрести на официальном сайте разработчика.

## Авторы программы NANO Антивирус
Авторами программы являются:
- Богданов Денис Евгеньевич.
- Ермаков Юрий Александрович.
- Мачулин Андрей Иванович.
- Крошин Денис Юрьевич.
- Подпружников Юрий Валерьевич.

## Системные требования

### Минимальные требования *
- Операционная система: Windows 7 и выше.
- Процессор: не менее 2 ГГц, поддерживающий инструкции SSE2.
- Оперативная память: не менее 2 Гб.
- Дисковое пространство: не менее 2 Гб свободного места на системном диске.
- Наличие подключения к сети Интернет *.

### Рекомендуемые требования
- Операционная система: Windows 10 / Windows Server 2016 и выше.
- Процессор: не менее 3 ГГц, поддерживающий инструкции SSE2.
- Оперативная память: не менее 4 Гб.
- Дисковое пространство: не менее 2 Гб свободного места на системном диске.
- Наличие подключения к сети Интернет.

### Операционные системы
- Microsoft Windows 11.
- Microsoft Windows 10 (32-бит и 64-бит).
- Microsoft Windows 8.1 (32-бит и 64-бит).
- Microsoft Windows 8 (32-бит и 64-бит).
- Microsoft Windows 7 (32-бит и 64-бит).
- Microsoft Windows Server 2008 R2 и выше (32-бит и 64-бит).

* Примечание: Корректная работа NANO Антивируса / NANO Антивируса Pro не гарантируется в случае если ПК не отвечает указанным минимальным требованиям.
Интернет-подключение требуется для:
- активации пробной версии (trial),
- использования динамических лицензий,
- обновления программы. Возможно обновление NANO Антивирус Pro без подключения к сети Интернет при использовании функционала «Офлайн-обновление».

Внимание: Для установки программы требуются права администратора.

## Сертификация и награды

### VB100
В апреле 2016 года NANO Антивирус Pro получил свою первую награду VB100.
В обзоре, посвященном тесту, команда тестирования дала следующую краткую характеристику продукта: "NANO has impressed over the last few tests with a steady trend of improvement across the board, and this month it did well once again. Stability was impeccable, system impact quite acceptable, and detection pretty decent, including flawless coverage of the WildList sets. The clean sets have been a bit of a problem in previous tests, but this month all was clear there too. Thus, just a short time after we first started looking at this all-new product, NANO should be very proud to claim its first VB100 certification.". Всего за тестовый период продукт получил 15 значков VB100.

### OPSWAT Inc.
В марте 2011 года NANO Антивирус успешно прошёл сертификацию OPSWAT (бывший OESIS OK) в категории «Антивирусы». В ходе процесса тестирования было показано, что NANO Антивирус:
- имеет полную совместимость с OESIS Framework;
- не содержит внутри программы компоненты с вредоносными объектами;
- работает со всеми операционными системами Microsoft Windows, которые были заявлены разработчиками.

По результатам сертификации NANO Антивирус стал сертифицированным партнером компании OPSWAT.

### Intel®
В октябре 2012 года NANO Антивирус был протестирован с помощью специального программного обеспечения, предоставленного компанией Intel®. По результатам тестирования было установлено, что NANO Антивирус обеспечивает ускорение работы в 3,51 раз на 4-ядерных системах по сравнению с одноядерными. По этому показателю, согласно статистике Intel®, NANO Антивирус вошёл в 27 % лучших программ из всех, протестированных подобным образом, и получил официальный статус Enhanced for Intel® Inside® Core™. Также компания NANO Security получила статус партнера компании Intel® в категории Software Premier Elite Partner.

### 1С
20 февраля 2024 года NANO Антивирус Pro получил очередной сертификат «1С:Совместимо» от компании 1С
. Сертификат подтверждает, что NANO Антивирус обеспечивает сохранность данных в среде «1С:Предприятие», осуществляя проверку в реальном времени всех объектов, к которым производится доступ пользователем или системой. Сертификат действителен до 20.02.2026 года.

## Участие в онлайн-сканерах проверки файлов
NANO Антивирус интегрирован в следующие онлайн-сканеры: VirusTotal, Metascan Online, Infovirus.

## Сопутствующие продукты

### NANO Антивирус Pro
Платная версия NANO Антивирус с расширенной функциональностью. Использует уникальную систему динамического лицензирования.

### NANO AntivirusWhite Label
Платформа для разработки кобрендинговых версий NANO Антивирус.

### NANO Antivirus Engine (SDK)
Продукт, предназначенный для разработки независимых сторонних антивирусных решений, базирующихся на технологиях NANO Антивирус. Также позволяет интегрировать антивирусные технологии в уже существующие сторонние решения.

### Онлайн-сканер NANO Антивирус
Бесплатный сервис облачной проверки подозрительных файлов. Позволяет проверять файлы размером до 20 Мб.

### NANO Antivirus Sky Scan
Бесплатное приложение Магазина Windows. NANO Antivirus Sky Scan позволяет отправлять подозрительные файлы на проверку сервисом онлайн-сканирования NANO Антивирус. Также служит инструментом управления и быстрого доступа к установленному на устройстве пользователя NANO Антивирусу.
NANO Antivirus Sky Scan предназначен для ОС Windows 8, Windows 8.1 и Windows 10.

## Интересные факты
- Компания «NANO Security» является выпускником программы BizSpark корпорации Microsoft. Дата выпуска — 18 августа 2012 г.[10]

## Поддельный NANO Antivirus
После выхода антивируса в сети Интернет появилась вредоносная программа, определявшаяся как Trojan.Binary.Win32.FakeAlert.nano. Её основная задача заключается в том, чтобы ввести пользователя в заблуждение и, после сканирования системы, вывести ложные результаты с якобы инфицированными данными на компьютере. После сообщения, троян предлагал пользователю приобрести антивирусную программу, которая позволила бы оперативно удалить найденные угрозы в системе.
Троян Trojan.Binary.Win32.FakeAlert.nano был обнаружен сотрудниками NANO Security следующим образом: на подставных (заражённых) веб-сайтах появлялось всплывающее окно с информацией, что на компьютере пользователя обнаружены вирусы. В случае если доверчивый пользователь щёлкал мышью по сообщению, происходила переадресация на фишинговую страницу, которая имитировала онлайн-антивирусный сканер, который также выводил ложные данные об обнаружении вредоносной программы и рекомендовал установить «антивирус» на компьютер. После установки «антивирус» записывал себя во все возможные секции автозапуска системы и производил сканирование с выводом ложных сведений.